# Barwick, Georgia
Barwick är en ort i Brooks County och Thomas County, Georgia, USA.